# Otto Guglia
Otto Franz Guglia (* 22. September 1904 in Wien, Österreich-Ungarn; † 29. April 1984 in Wien, Österreich) war ein österreichischer Historiker, Geograph und Naturforscher.

## Leben und Wirken
Otto Guglia war der Sohn von Eugen Guglia. Er besuchte in Wien die Volksschule und die Unterstufe des Gymnasiums, die Matura legte er in Graz ab, wohin sein Vater 1919 berufen wurde. Anschließend studierte er an den Universitäten Graz, München, Würzburg und Wien Geschichte und Geographie. Während dieser Studienjahre besuchte er auch juridische und botanische Vorlesungen, so bei Karl Fritsch in Graz und bei Richard Wettstein, August von Hayek und Friedrich Karl Max Vierhapper in Wien. 1927 wurde er in Wien mit der Arbeit Zur Geschichte josephinischer Bischofswahlen in den deutschen Reichsstiftern Basel und Chur zum Dr. phil. promoviert. Danach war er im Bundesministerium für Unterricht tätig, unter anderem ab 1928 im wissenschaftlichen Archiv- und Bibliotheksdienst und später auch in der Hochschulabteilung. Ab 1941 war er zusammen mit den deutschen Archivaren Hans Branig, Heinz Buttkus, Eilhard Eilers, Heinz Göring, Hans Goetting und Roland Seeberg-Elverfeldt und dem Sudetendeutschen Rudolf Fitz in der Archivverwaltung des Generalgouvernements tätig. Später kam er in US-amerikanische Kriegsgefangenschaft.
1946 begann er als Leiter der Ministerialbibliothek wieder seine Tätigkeit im Bundesministerium für Unterricht. 1952 wurde er zum Oberstaatsbibliothekar befördert, 1961 erhielt er den Berufstitel Hofrat. 1970 ging er in den Ruhestand und war danach noch freier Mitarbeiter in der Kultursektion der Burgenländischen Landesregierung.
Otto Guglia beschäftigte sich neben Geschichte und Geographie unter anderem mit Botanik und Entomologie. Dabei stand schon seit seiner Studienzeit in Graz, angeregt durch seinen Lehrer Robert Sieger, das Burgenland im Mittelpunkt seiner Untersuchungen. 1925 verfasste er die Seminararbeit Pflanzengeographie des Burgenlandes, später folgten weitere sowohl botanische als auch geographische Veröffentlichungen. Er schrieb auch zu anderen Themen. Für seine historische Arbeit Kampf um Europa erhielt er 1954 einen UNESCO-Preis. Biografische Arbeiten schrieb er zu Giovanni Antonio Scopoli, Heinrich Friese und Pál Kitaibel.
1969 wurde er Korrespondierendes Mitglied der Österreichischen Pädagogischen Gesellschaft. 1973 war er Vorsitzender eines Komitees mit Gottfried Traxler, Stephan Aumüller und Franz Sauerzopf, das eine Feier der Burgenländischen Landesregierung zur Ehrung des niederländischen Gelehrten Carolus Clusius vorbereitete. Ab 1974 war er 1. Vizepräsident der Internationalen Forschungsgemeinschaft „Pro Clusio“ mit Sitz in Güssing.
Otto Guglia vermachte bereits zu Lebzeiten seine Sammlung der Biologischen Station Illmitz am Neusiedler See, später wurde sie in das Landesmuseum Burgenland überstellt. Er wurde auf dem Wiener Zentralfriedhof bestattet.

## Auszeichnungen
- 1964: Großes Ehrenzeichen des Landes Burgenland[7]
- 1968: Großes Ehrenzeichen für Verdienste um die Republik Österreich[7]
- 1969: Ehrenring für treue Dienste des Bundesministeriums für Unterricht[3]
- 1979: Preis der Theodor-Kery-Stiftung[8]

## Schriften
- Zur Geschichte josephinischer Bischofswahlen in den deutschen Reichsstiftern Basel und Chur. Dissertation. Universität Wien, Wien 1927, OCLC 83177009.
- Kampf um Europa. Föderationen und Föderationsversuche in Europa im 19. und 20. Jahrhundert und ihre historischen Grundlagen. Frick, Wien 1954, DNB 363808086.
- Das Werden des Burgenlandes. Seine Angliederung an Österreich vor 40 Jahren im Lichte teilweise unbekannten Materials. Burgenländisches Landesarchiv, Eisenstadt 1961, DNB 451727886.
- Bildtexte zu Robert Löbl: Burgenland. Süddeutscher Verlag, München 1962, DNB 453153836.
- mit Antal Festetics: Pflanzen und Tiere des Burgenlandes. 80 bemerkenswerte oder gefährdete Arten in Wort und Bild. Österreichischer Bundesverlag für Unterricht, Wissenschaft und Kunst, Wien 1969, DNB 456841539.
- Giovanni Antonio Scopoli (1723–1788). Einleitung zum Nachdruck von: Flora carniolica. Krauss, Wien 1772. Akademische Druck- und Verlagsanstalt, Graz 1972, S. 3–33.
- Carolus Clusius (1526–1609). In: Verhandlungen der Zoologisch-Botanischen Gesellschaft in Wien. 113, 1973, S. 121–127 (zobodat.at [PDF]).
- mit Gerald Schlag: Burgenland in alten Ansichten. Bundesverlag, Wien 1986, ISBN 978-3-215-06066-3.

Botanische Artikel:
- Zur Orchideenflora des Neusiedler See-Gebietes. In: Phyton. Annales rei botanicae. Band 2, Nr. 1–3, 1950, S. 153–156 (zobodat.at [PDF; 1,2 MB]).
- Die burgenländischen Florengrenzen. In: Burgenländische Heimatblätter. 19, 1957, S. 145–152 (zobodat.at [PDF]). Ergänzung: Heft 20, 1958, S. 145–146 (zobodat.at [PDF]).
- Erythronium dens-canis L., der Hundszahn im Burgenlande. In: Burgenländische Heimatblätter. 20, 1958, S. 161–166 (zobodat.at [PDF]).
- Neuere geobotanische Literatur aus Ungarn, die auch das Burgenland betrifft. In: Burgenländische Heimatblätter. 23, 1961, S. 51–55.
- Aus der Alpenwelt des Burgenlandes. Das Bernsteiner Gebirge – Sein Boden und seine Vegetation. In: Universum. Österreichische Monatszeitschrift für Natur, Technik und Wirtschaft. 16, 21/22, 1961, S. 609–613 (online).
- Bau und Bild der Vegetation und Flora in der Oststeiermark und im südlichen Burgenland (Stiriacum und Praenoricum). In: Wissenschaftliche Arbeiten aus dem Burgenland. 29, 1962, S. 14–29 (zobodat.at [PDF]).
- Land zwischen Unrast und Stille: Südburgenland. In: Natur & Land. 53, 1967, S. 1–6 (zobodat.at [PDF]).
- Beiträge zur Geobotanik (Flora und Vegetation) des Stremtales zwischen Glasing und Hagensdorf (Stand 1962). In: Wissenschaftliche Arbeiten aus dem Burgenland. 40, 1968, S. 28–44 (zobodat.at [PDF]).
- Bemerkenswertes aus der Flora des Seegebietes. Historisches (Wierzbicki, Kornhuber, Pill) und rezentes. In: BFB-Bericht. 13, 1976, S. 38–42 (zobodat.at [PDF]).
- A.P.P. Wierzbicki, seine Flora mosoniensis (Wr. Manuskript 1820) und Kritik derselben auf Grund der gegenwärtigen floristischen Verhältnisse. In: BFB-Bericht. 24, 1977, S. 72–75 (zobodat.at [PDF]).
- Beitrag zur Vegetation und Flora des Burgenlandes. Bärlappgewächse Lycopodiaceae. In: BFB-Bericht. 35, 1980, S. 1–9 (zobodat.at [PDF]).